# Perilitus areolaris
Perilitus areolaris är en stekelart som beskrevs av Gerdin och Karl-Johan Hedqvist 1985. Perilitus areolaris ingår i släktet Perilitus och familjen bracksteklar. Arten är reproducerande i Sverige. Inga underarter finns listade i Catalogue of Life.